# Le Chant du Far West
Pour plus de détails, voir Fiche technique et Distribution.
Le Chant du Far West (titre original : Tumbling Tumbleweeds) est un film américain réalisé par Joseph Kane et sorti en 1935

## Synopsis
Voyageant avec Doc Parker, un médecin ambulant, Gene retrouve son vieil ami Harry Brooks blessé et le shérif qui poursuit le meurtrier de son père.

## Fiche technique
- Titre original : Tumbling Tumbleweeds
- Réalisation : Joseph Kane
- Assistant-réalisateur : Mack V. Wright
- Scénario : Ford Beebe, d'après une histoire d'Alan Ludwig
- Photographie : Ernest Miller, William Bradford
- Montage : Lester Orlebeck (en)
- Producteur : Armand Schaefer, Nat Levine
- Société de production : Republic Pictures
- Durée : 61 minutes
- Date de sortie :
  - États-Unis : 5 septembre 1935

## Distribution
- Gene Autry : Gene Autry
- Smiley Burnette : Smiley
- Lucile Browne : Jerry Brooks
- George 'Gabby' Hayes : Dr Parker
- Norma Taylor : Janet Brooks
- Edward Hearn : Barney Craven
- Eugene Jackson : Eightball
- Jack Rockwell : McWade
- George Chesebro : Henchman Connors
- Frankie Marvin : Shorty
- George Burton (en) : Sheriff Manton
- Horace B. Carpenter : Tom Drunk
- Joseph W. Girard : Autry Sr.
- Tom London : Sykes